# Trinodes hirtus
Trinodes hirtus är en skalbaggsart som först beskrevs av Fabricius 1781.  Trinodes hirtus ingår i släktet Trinodes, och familjen ängrar. Enligt den svenska rödlistan är arten sårbar i Sverige. Arten förekommer i Götaland och Öland. Artens livsmiljö är skogslandskap, jordbrukslandskap.